# (25330) 1999 KV4
1999 KV4 (asteroide 25330) é um APL. Possui uma excentricidade de 0.37075332 e uma inclinação de 14.32926º.
Este asteroide foi descoberto no dia 17 de maio de 1999 por CSS em Catalina.